# Danh sách chi của Geometridae: Z
Dưới đây là danh sách các chi của họ bướm đêm Geometridae:
A B C D E F G H I J K L M N O P Q R S T U V W X Y Z
- Zacualpania
- Zalissolepis
- Zamarada
- Zamaradopsis
- Zanclidia
- Zanclomenophra
- Zanclopera
- Zanclopteryx
- Zanclorhacos
- Zarmigethusa
- Zeheba
- Zerenopsis
- Zermizinga
- Zernyia
- Zethenia
- Zeuctoboarmia
- Zeuctocleora
- Zeuctoneura
- Zeuctophlebia
- Zeuctostyla
- Zhichihuo
- Ziridava
- Zola
- Zomia
- Zuleika
- Zygmena
- Zygoctenia
- Zygophyxia
- Zylobara
- Zystrognophos
- Zythos